# IMac G4
iMac G4 – seria komputerów firmy Apple Macintosh, która zastąpiła poprzednią serię tych komputerów. Produkcja tej serii komputerów rozpoczęła się w 2002, a zakończyła w 2004 roku.
Główną zewnętrzną zmianą tej serii iMaców był wygląd, który nie przypominał zupełnie poprzednich. Zastosowano w nich ekrany LCD, a zamontowanie ich na ruchomym wysięgniku, który mógł być poruszony przy pomocy jednej ręki sprawiło, że wielu użytkowników było zdumionych wyglądem komputera. iMac G4 był dostępny z ekranami w trzech rozmiarach: 15-, 17-, a później również 20-calowymi. iMaki tej serii były oparte na procesorach PowerPC G4, a ich częstotliwości wahały się od 700 MHz do 1.25 GHz. Miały ponadto wbudowaną pamięć, która mogła być rozszerzona przez zamontowanie dodatkowej kości SO-DIMM DDR, taktowanej 133 MHz, później do 333 MHz.

## Dane techniczne
| Model                              | iMac G4 | iMac G4 (tylko Mac OS X) | iMac G4 (1Ghz, DDR) | iMac G4 (USB 2.0) |
| Monitor                            | | | | |
| 15" TFT LCD, 1024 × 768            | 15" TFT LCD, 1024 × 768 | N/A | 15" TFT LCD, 1024 × 768 | |
| 17" TFT Widescreen LCD, 1440 × 900 | N/A | 17" TFT Widescreen LCD, 1440 × 900 | 17" TFT Widescreen LCD, 1440 × 900 | |
| N/A                                | N/A | N/A | 20" TFT Widescreen LCD, 1680 x 1050 | |
| Grafika                            | nVidia GeForce 2 MX z 32MB dla DDR SDRAM (15"). nVidia GeForce 4 MX z 32MB dla DDR SDRAM (17") | nVidia GeForce 2 MX z 32MB dla DDR SDRAM | nVidia GeForce 4 MX z 64MB dla DDR SDRAM | nVidia GeForce 4 MX z 32MB dla DDR SDRAM (15"), nVidia GeForce FX 5200 Ultra dla 64MB z DDR SDRAM (17 & 20") |
| Dysk twardy                        | 40GB, 60GB, 80GB | 60GB | 80GB | |
| Procesor                           | 700 MHz or 800 MHz PowerPC G4 (7450) | 800 MHz PowerPC G4 (7450) | 1.0 GHz PowerPC G4 (7445) | 1.0 GHz (15"), 1.25 GHz (17 & 20") PowerPC G4 (7445) |
| Pamięć podręczna                   | 64 KB L1, 256 KB L2 (1:1) | 64 KB L1, 256 KB L2 (1:1) | 64 KB L1, 256 KB L2 (1:1) | 64 KB L1, 256 KB L2 (1:1) |
| Front side bus                     | 100 MHz | 100 MHz | 133 MHz | 167 MHz |
| Pamięć                             | 128MB, 256MB dla PC133 SDRAM | 256MB dla PC2700 (333 MHz) DDR SDRAM | | |
| AirPort                            | Wbudowane anteny i gniazdo dla karty AirPort 11 Mbit/s; IEEE 802.11b | Wbudowane anteny i gniazdo dla karty AirPort 11 Mbit/s; IEEE 802.11b | Built-in antennas and expansion slot for optional 54 Mbit/s AirPort Extreme Card | Built-in antennas and expansion slot for optional 54 Mbit/s AirPort Extreme Card |
| Wewnętrzny napęd Combo drive       | czytnik 8x DVD and 32x CD; 32x CD-R and 10x CD-RW write | czytnik 8x DVD and 32x CD; 32x CD-R and 10x CD-RW write | N/A | 12x DVD and 32x CD read; 32x CD-R and 24x CD-RW write 1Ghz only |
| Wewnętrzny napęd SuperDrive        | 6x DVD and 24x CD read; 2x DVD-R, 8x CD-R, and 4x CD-RW write | N/A | czytnik 10x DVD and 32x CD; 8x DVD-R, 24x CD-R, i 10x CD-RW | czytnik 12x DVD and 32x CD; 8x DVD+/-R, 4x DVD+/-RW, 2.4x DVD+R DL, 24x CD-R i 8x CD-RW |
| Standardowe wyposażenie            | 3 wbudowane porty USB 1.1 i 2 Firewire 400, wbudowany mikrofon, wyjście słuchawkowe/audio, mini-jack dla zewnętrznych głośników Harman Kardon, wbudowany modem, złącze 10/100Base-T Ethernet, port Mini-VGA | 3 wbudowane porty USB 1.1 i 2 Firewire 400, wbudowany mikrofon, wyjście słuchawkowe/audio, mini-jack dla zewnętrznych głośników Harman Kardon, wbudowany modem, złącze 10/100Base-T Ethernet, port Mini-VGA | 3 wbudowane porty USB 1.1 i 2 Firewire 400, wbudowany mikrofon, wyjście słuchawkowe/audio, mini-jack dla zewnętrznych głośników Harman Kardon, wbudowany modem, złącze 10/100Base-T Ethernet, port Mini-VGA | 3 wbudowane porty USB 2.0 i 2 Firewire 400, wbudowany mikrofon, wejście audio, wyjście słuchawkowe/audio, mini-jack dla zewnętrznych głośników Harman Kardon, wbudowany modem, złącze 10/100Base-T Ethernet, port Mini-VGA |
| System operacyjny                  | Mac OS X 10.4 "Tiger" i Mac OS 9.2.2 | Mac OS X 10.4 "Tiger" | Mac OS X 10.5 "Leopard" | Mac OS X 10.5 "Leopard" |
| Waga                               | 15"-21.3 lbs. (9.7 kg), 17"-22.8 lbs. (10.4 kg) | 21.3 lbs. (9.7 kg) | 22.8 lbs. (10.4 kg) | 15"-21.3 lbs. (9.7 kg), 17"-22.8 lbs. (10.4 kg), 20"-40.1 lbs. (18.2 kg) |
| Wprowadzony                        | 7 stycznia 2002 (15"), 17 lipca 2002 (17") | 4 lutego 2003 | 4 lutego 2003 | 8 września 2003 (15 & 17"), 18 listopada 2003 (20") |